# Mistrzostwa Świata w Piłce Nożnej 2014 (eliminacje strefy UEFA)/Grupa 4
W Grupie 4 eliminacji do MŚ 2014 brały udział następujące zespoły:
- Holandia
- Turcja
- Węgry
- Rumunia
- Estonia
- Andora

## Tabela
| Lp. | Drużyna  | M  | Mecze | Mecze | Mecze | Bramki | Bramki | Bramki | Pkt |
| Lp. | Drużyna  | M  | W     | R     | P     | +      | −      | +/−    | Pkt |
| --- | -------- | -- | ----- | ----- | ----- | ------ | ------ | ------ | --- |
| 1.  | Holandia | 10 | 9     | 1     | 0     | 34     | 5      | +29    | 28  |
| 2.  | Rumunia  | 10 | 6     | 1     | 3     | 19     | 12     | +7     | 19  |
| 3.  | Węgry    | 10 | 5     | 2     | 3     | 21     | 20     | +1     | 17  |
| 4.  | Turcja   | 10 | 5     | 1     | 4     | 16     | 9      | +7     | 16  |
| 5.  | Estonia  | 10 | 2     | 1     | 7     | 6      | 20     | −14    | 7   |
| 6.  | Andora   | 10 | 0     | 0     | 10    | 0      | 30     | −30    | 0   |

|          | Holandia | Turcja | Węgry | Rumunia | Estonia | Andora |
| -------- | -------- | ------ | ----- | ------- | ------- | ------ |
| Holandia | X        | 2:0    | 8:1   | 4:0     | 3:0     | 3:0    |
| Turcja   | 0:2      | X      | 1:1   | 0:1     | 3:0     | 5:0    |
| Węgry    | 1:4      | 3:1    | X     | 2:2     | 5:1     | 2:0    |
| Rumunia  | 1:4      | 0:2    | 3:0   | X       | 2:0     | 4:0    |
| Estonia  | 2:2      | 0:2    | 0:1   | 0:2     | X       | 2:0    |
| Andora   | 0:2      | 0:2    | 0:5   | 0:4     | 0:1     | X      |

## Wyniki
Czas: CET
| 7 września 2012 20:30 | Andora | 0:5(0:2)Raport | Węgry · 12' Juhász · 32' (k) Gera · 54' Szalai · 68' Priskin · 82' Koman | Estadi Comunal d'Andorra la Vella, Andora Widzów: 815 Sędzia: Emir Alecković |
|                       |        |                |                                                                          |                                                                              |

| 7 września 2012 21:00 | Estonia | 0:2(0:0)Raport | Rumunia · 55' Torje · 75' Marica | A. Le Coq Arena, Tallinn Widzów: 7 936 Sędzia: Milorad Mažić |
|                       |         |                |                                  |                                                              |

| 7 września 2012 20:30 | Holandia · van Persie 17' · Narsingh 90+2' | 2:0(1:0)Raport | Turcja | Amsterdam ArenA, Amsterdam Widzów: 49 500 Sędzia: Carlos Velasco Carballo |
|                       |                                            |                |        |                                                                           |

| 11 września 2012 20:30 | Węgry · Dzsudzsák 6' (k) | 1:4(1:2)Raport | Holandia · 2', 52' Lens · 18' Martins Indi · 73' Huntelaar | Stadion im. Ferenca Puskása, Budapeszt Widzów: 22 700 Sędzia: Pedro Proença |
|                        |                          |                |                                                            |                                                                             |

| 11 września 2012 20:30 | Rumunia · Torje 29' · Lazăr 44' · Găman 90+1' · Maxim 90+3' | 4:0(2:0)Raport | Andora | Stadionul Național, Bukareszt Widzów: 24 630 Sędzia: Pavle Radovanović |
|                        |                                                             |                |        |                                                                        |

| 11 września 2012 21:00 | Turcja · Belözoğlu 44' · Bulut 60' · İnan 75' | 3:0(1:0)Raport | Estonia | Fenerbahçe Şükrü Saracoğlu, Stambuł Widzów: 44 168 Sędzia: Marcin Borski |
|                        |                                               |                |         |                                                                          |

| 12 października 2012 21:30 | Estonia | 0:1(0:0)Raport | Węgry · 46' Hajnal | A. Le Coq Arena, Tallinn Widzów: 5 661 Sędzia: Liran Liany |
|                            |         |                |                    |                                                            |

| 12 października 2012 20:30 | Holandia · van der Vaart 7' · Huntelaar 15' · Schaken 50' | 3:0(2:0)Raport | Andora | De Kuip, Rotterdam Widzów: 43 000 Sędzia: Aleksiej Kułbakou |
|                            |                                                           |                |        |                                                             |

| 12 października 2012 20:30 | Turcja | 0:1(0:1)Raport | Rumunia · 45' Grozav | Fenerbahçe Şükrü Saracoğlu, Stambuł Widzów: 46 203 Sędzia: Howard Webb |
|                            |        |                |                      |                                                                        |

| 16 października 2012 19:00 | Andora | 0:1(0:0)Raport | Estonia · 56' Oper | Estadi Comunal d'Andorra la Vella, Andora Widzów: 723 Sędzia: Dimitar Meckarowski |
|                            |        |                |                    |                                                                                   |

| 16 października 2012 20:30 | Węgry · Koman 31' · Szalai 50' · Gera 57' (k) | 3:1(1:1)Raport | Turcja · 22' Erdinç | Stadion im. Ferenca Puskása, Budapeszt Widzów: 21 563 Sędzia: Daniele Orsato |
|                            |                                               |                |                     |                                                                              |

| 16 października 2012 20:00 | Rumunia · Marica 39' | 1:4(1:3)Raport | Holandia · 8' Lens · 28' Martins Indi · 45' van der Vaart · 85' van Persie | Stadionul Național, Bukareszt Widzów: 53 329 Sędzia: Craig Thomson |
|                            |                      |                |                                                                            |                                                                    |

| 22 marca 2013 19:15 | Andora | 0:2(0:2) | Turcja · 30' İnan · 45' Yılmaz | Estadi Comunal d'Andorra la Vella, Andora Widzów: 910 Sędzia: Nerijus Dunauskas |
|                     |        |          |                                |                                                                                 |

| 22 marca 2013 20:30 | Węgry · Vanczák 16' · Dzsudzsák 71' (k) | 2:2(1:0) | Rumunia · 68' (k) Mutu · 90' Chipciu | Stadion im. Ferenca Puskása, Budapeszt Widzów: 420 Sędzia: Wolfgang Stark |
|                     |                                         |          |                                      |                                                                           |

| 22 marca 2013 20:30 | Holandia · van der Vaart 47' · van Persie 72' · Schaken 84' | 3:0(0:0) | Estonia | Amsterdam ArenA, Amsterdam Widzów: 49 000 Sędzia: Witalij Mieszkow |
|                     |                                                             |          |         |                                                                    |

| 26 marca 2013 18:00 | Estonia · Anier 45' · Lindpere 61' | 2:0(1:0) | Andora | A. Le Coq Arena, Tallinn Widzów: 5 237 Sędzia: Jan Valasek |
|                     |                                    |          |        |                                                            |

| 26 marca 2013 20:30 | Holandia · van der Vaart 12' · van Persie 56', 65' (k) · Lens 90' | 4:0(1:0) | Rumunia | Amsterdam ArenA, Amsterdam Widzów: 48 000 Sędzia: Mark Clattengburg |
|                     |                                                                   |          |         |                                                                     |

| 26 marca 2013 19:30 | Turcja · Yılmaz 63' | 1:1(0:0) | Węgry · 71' Böde | Fenerbahçe Şükrü Saracoğlu, Stambuł Widzów: 46 000 Sędzia: Milorad Mažić |
|                     |                     |          |                  |                                                                          |

| 6 września 2013 20:30 | Estonia · Vassiljev 17,56' | 2:2(1:1) | Holandia · 1' Robben · 90+3' (k.) Persie | A. Le Coq Arena, Tallinn Widzów: 10 210 Sędzia: Serhij Bojko |
|                       |                            |          |                                          |                                                              |

| 6 września 2013 20:00 | Rumunia · Marica 2' · Pintlii 31' · Tănase 88' | 3:0(2:0) | Węgry | Stadionul Național, Bukareszt Widzów: 41 405 Sędzia: Alberto Undiano |
|                       |                                                |          |       |                                                                      |

| 6 września 2013 20:00 | Turcja · Bulut 35', 39', 68' · Yılmaz 64' · Turan 90+3' | 5:0(2:0) | Andora | Kadir Has Stadium, Kayseri Widzów: 29 000 Sędzia: Sven Bindels |
|                       |                                                         |          |        |                                                                |

| 10 września 2013 21:30 | Andora | 0:2(0:0)Raport | Holandia · 49', 53' van Persie | Estadi Comunal d'Andorra la Vella, Andora Widzów: 1 100 Sędzia: Ante Vučemilović |
|                        |        |                |                                |                                                                                  |

| 10 września 2013 20:30 | Węgry · Klavan 11' (sam.) · Hajnal 21' · Böde 41' · Németh 69' · Dzsudzsák 85' | 5:1(3:0)Raport | Estonia · 48' Kink | Stadion im. Ferenca Puskása, Budapeszt Widzów: 7 741 Sędzia: Alaksiej Kulbakou |
|                        |                                                                                |                |                    |                                                                                |

| 10 września 2013 20:00 | Rumunia | 0:2(0:1)Raport | Turcja · 22' Yılmaz · 90+5' Erdinç | Stadionul Național, Bukareszt Widzów: 44 537 Sędzia: Svein Oddvar Moen |
|                        |         |                |                                    |                                                                        |

| 11 października 2013 20:30 | Andora | 0:4(0:2) | Rumunia · 41' Keserü · 53' Stancu · 63' (k) Torje · 83' Lazăr | Estadi Comunal d'Andorra la Vella, Andora Sędzia: Stephan Klossner |
|                            |        |          |                                                               |                                                                    |

| 11 października 2013 20:30 | Estonia | 0:2(0:1) | Turcja · 22' Bulut · 75' Yılmaz | A. Le Coq Arena, Tallinn Sędzia: Nicola Rizzoli |
|                            |         |          |                                 |                                                 |

| 11 października 2013 21:30 | Holandia · van Persie 15', 42', 52' · Strootman 24' · Lens 37' · Devecseri 64' (sam.) · van der Vaart 85' · Robben 89' | 8:1(4:0) | Węgry · 46' (k) Dzsudzsák | Amsterdam ArenA, Amsterdam Sędzia: Martin Atkinson |
|                            | |          |                           |                                                    |

| 15 października 2013 20:00 | Węgry · Nikolić 52' · Lima 77' (sam) | 2:0(0:0) | Andora | Stadion im. Ferenca Puskása, Budapeszt Sędzia: Daniel Stefański |
|                            |                                      |          |        |                                                                 |

| 15 października 2013 20:00 | Rumunia · Marica 31' (k) | 2:0(1:0) | Estonia | Stadionul Național, Bukareszt Sędzia: Marijo Strahonja |
|                            |                          |          |         |                                                        |

| 15 października 2013 20:00 | Turcja | 0:2(0:1) | Holandia · 7' Robben · 46' Sneijder | Fenerbahçe Şükrü Saracoğlu, Stambuł Sędzia: Olegário Benquerença |
|                            |        |          |                                     |                                                                  |

## Strzelcy

### 11 goli
- Robin van Persie

### 5 gole
- Rafael van der Vaart
- Jeremain Lens
- Umut Bulut
- Burak Yılmaz

### 4 gole
- Balázs Dzsudzsák

### 3 gole
- Ciprian  Marica
- Gabriel Torje

### 2 gole
- Konstantin Vassiljev
- Bruno Martins Indi
- Klaas-Jan Huntelaar
- Arjen Robben
- Ruben Schaken
- Costin Lazăr
- Selçuk İnan
- Mevlüt Erdinç
- Dániel Böde
- Zoltán Gera
- Tamás Hajnal
- Vladimir Koman
- Ádám Szalai

### 1 gol
- Henri Anier
- Tarmo Kink
- Joel Lindpere
- Andres Oper
- Luciano Narsingh
- Kevin Strootman
- Roland Juhász
- Krisztián Németh
- Tamás Priskin
- Vilmos Vanczák
- Alexandru Chipciu
- Valerică Găman
- Gheorghe Grozav
- Claudiu Keserü
- Alexandru Maxim
- Adrian Mutu
- Mihai Pintilii
- Bogdan Stancu
- Cristian Tănase
- Emre Belözoğlu
- Arda Turan

### Gole samobójcze
- Szilárd Devecseri dla Holandii